# Роузвелт (Јута)
Роузвелт (енгл. Roosevelt) град је у америчкој савезној држави Јута.

## Демографија
По попису из 2010. године број становника је 6.046, што је 1.747 (40,6%) становника више него 2000. године.
| Група             | 2000.         | 2010.         |
| Белци             | 3.660 (85,1%) | 4.798 (79,4%) |
| Афроамериканци    | 8 (0,2%)      | 20 (0,3%)     |
| Азијати           | 9 (0,2%)      | 28 (0,5%)     |
| Хиспаноамериканци | 167 (3,9%)    | 555 (9,2%)    |
| Укупно            | 4.299         | 6.046         |